# Paspalum galapageium
Paspalum galapageium là một loài thực vật có hoa trong họ Hòa thảo. Loài này được Chase mô tả khoa học đầu tiên năm 1935.